# 이르아에로
이르아에로(영어: IrAero, 러시아어: ИрАэро)는 러시아의 지역 항공사이다. 허브 공항은 이르쿠츠크 국제공항을 사용하고 있다. 주로 러시아 지역을 중심으로 국내선 노선이 운항하고 있다.

## 보유 기종
- 2022년 7월 기준으로 이르아에로는 다음과 같이 보유하고 있으며 평균 기령은 11.6년이다.[2][3]

### 퇴역 기종
- 안토노프 An-24 4대
- 안토노프 An-26 9대
- 봄바디어 CRJ200LR 2대
- 수호이 슈퍼제트 100 1대
- 보잉 777-200ER 3대